# Pendant ce temps sur Terre
Pendant ce temps sur Terre és una pel·lícula de ciència-ficció  dramàtica del 2024 dirigida per Jérémy Clapin. L'estrella de la pel·lícula Megan Northam com Elsa gira al voltant d'un heroi "absent", Franck, que va desaparèixer durant una missió espacial fa tres anys. A la seva germana Elsa, que estava molt a prop d'ella, li costa continuar la seva vida, fins que un dia es posa en contacte amb ella una forma de vida alienígena.
Va ser seleccionat a la secció Panorama del 74è Festival Internacional de Cinema de Berlín i va ser capturat el 16 de febrer de 2024.

## Repartiment
- Megan Northam com a Elsa
- Catherine Salée com a Annick
- Sam Louwyck com a Daniel
- Roman Williams com a Vincent
- Sofia Lesaffre com a Audrey
- Nicolas Avinée com Augustin
- Yoann Thibaut Mathias com Jordan
- Arcadi Radeff com a Luc
- Yoan Germain Lemat com a Franck
- Sabine Timoteo com Sidonie
- Dimitri Doré

## Producció
Pendant ce temps sur Terre, el segon llargmetratge i la primera pel·lícula de ficció de Jérémy Clapin, està produït per Marc du Pontavice per a One World Films.
El rodatge va començar el 30 d'agost de 2022 i es va acabar cap a l'octubre de 2022 als municipis del Puèi Domat: Clarmont d'Alvèrnia i els seus voltants, Sant Alòi de Montagut, Roiat, el bosc d'Orcines, el llac del cràter a Gorg de Tasana, a París i Bèlgica.

## Estrena
Pendant ce temps sur Terre es va estrenar mundialment el febrer de 2024, com a part del 74è Festival Internacional de Cinema de Berlín, a Panorama.
Es va estrenar en sales l'1 de maig de 2024 a França per Diaphana Distribution, després de competir a la Competició Internacional del 39è Festival Internacional de Cinema de Mons celebrat del 8 al 16 de març de 2024.
La pel·lícula es va estrenar a Amèrica del Nord al 28è Festival Internacional de Cinema Fantasia el 22 de juliol de 2024.

## Recepció
Al lloc web de l'agregador de ressenyes Rotten Tomatoes, la pel·lícula té una valoració del 88% basada en 8 ressenyes, amb una valoració mitjana de 7,3/10. Metacritic, que utilitza una mitjana ponderada, va donar a la pel·lícula una puntuació de 63 sobre 100, basada en 4 crítiques, indicant crítiques "generalment favorables".
Jordan Mintzer, que va fer una ressenya per a The Hollywood Reporter, va qualificar la pel·lícula de "Visualment impressionant, per no dir que és totalment fonamentada". En conclusió, Mintzer va elogiar Dan Levy per la seva "partitura dels somnis" i els talents visuals de Clapin i va escriure: "Pendant ce temps sur Terre" ens porta més enllà de la nostra desolada vida quotidiana a un lloc on podem perdre el somni, i també ser testimoni a la pantalla."
Damon Wise va opinar que l'escriptor i director Jérémy Clapin va improvisar el clàssic de Jean Cocteau de 1950 Orphée i li va donar un "mode d'imatge molt modern", explora els conceptes de dol amb Pendant ce temps sur Terre "d'una manera estranya, poètica i surrealista que reacciona amb una meditació poètica i surrealista que reacciona a la imaginació. quan s'enfronta a la pèrdua". Wise va elogiar Megan Northam, l'estrella principal, escrivint: "Northam ho manté tot unit amb una barreja de força superficial i vulnerabilitat interna com una Léa Seydoux de llautó". A la seva ressenya a la Berlinale per a Deadline, va dir: "Si alguna part d'aquesta història és objectivament "real" o no: la Terra del planeta és blava i no hi podem fer res".
Fabien Lemercier, fent una ressenya de la pel·lícula a la Berlinale per a Cineuropa, va escriure: "La pel·lícula és un patchwork impressionant i abundant que tracta temes sense efectes que es beneficien d'un exterior estressant, que està esculpit per tres seqüències d'execució brillant, embolicades amb la formidable música de Dan Levy". Lemercier va concloure l'opinió de la revisió: "Sens dubte, Jérémy Clapin perfeccionarà molts elements durant el seu proper viatge tan esperat a la galàxia de la ficció".
Escrivint per a RogerEbert.com, Robert Daniels va ser més crític amb la pel·lícula, lamentant que la pel·lícula sigui un "rellotge frustrant perquè els elements hi són, però han estat mal configurats, limitats a alliberar l'atac estranyament sagnant que s'està lliurant".

## Reconeixements
| Premi                                      | Data                 | Categoria                                        | Receptor      | Resultat | Ref.   |
| ------------------------------------------ | -------------------- | ------------------------------------------------ | ------------- | -------- | ------ |
| Festival Internacional de Cinema de Berlín | 25 de febrer de 2024 | Premi del Públic Panorama a la millor pel·lícula | Jérémy Clapin | Nominat  | [ 17 ] |